# 弗雷·胡安·德托尔克马达
弗雷·胡安·德托尔克马达（西班牙語：Fray Juan de Torquemada，1562年—1624年）西班牙传教士、方济各会修士、历史学家、建学家、民族学家，生于西班牙王国托尔克马达，撰写著作《印第安君主国》（Monarquia Indiana），对南美洲原住民文化和历史进行了调查和记录。